# Valouzz
Valouzz, de son vrai nom Valentin Jacques Georges Roellinger est un vidéaste web, entrepreneur et streameur français né le 30 janvier 1992 à Croix (Nord).
Il est principalement actif sur YouTube et Twitch, où il partage du contenu centré sur le gaming, les vlogs et les dégustations culinaires.

## Biographie

### Carrière
En 2013, Valouzz rejoint la Web TV Eclypsia en tant que régisseur. Il déménage à Ashford, en Angleterre, pour intégrer les nouveaux locaux de la société. Pendant cette période, il apparaît régulièrement en direct dans les émissions de la Web TV, tout en documentant la vie des streameurs chez Eclypsia à travers des vidéos sur sa chaîne YouTube, qu'il lance en décembre 2015 grâce aux matériels offert par sa compagne, Pidi. En avril 2016, il retourne en France, à Paris, où il est muté à la suite du rachat d'Eclypsia et où il rencontre LeBouseuh et Doc Jazy.
En mai 2016, il s'initie au streaming sur Twitch, où il réalise ses premiers lives de jeux vidéo. Après plus de 5 ans passés au sein de Eclypsia, l'entreprise ferme ses activités liées au streaming en avril 2018, marquant la fin de son aventure avec la Web TV. Durant son temps chez Eclypsia, il fait la rencontre de nombreux streameurs et vit en colocation avec des personnalités comme Alderiate et Zouloux.

#### Essor sur YouTube et la Team Croûton
En janvier 2019, Valouzz rejoint la Team Croûton et participe au premier Croûton Game Show, un événement hebdomadaire organisé autour du jeu Fortnite, aux côtés de personnalités comme Michou, Inoxtag, LeBouseuh, DocJazy et Dobby. Sa popularité grimpe rapidement grâce à ses vidéos sur YouTube et ses lives sur Twitch. Il devient également le vlogger officiel du groupe, partageant leurs vacances et autres moments privés sur sa chaîne,.

#### GP Explorer (2022)
En octobre 2022, Valouzz participe au GP Explorer 1 organisé par Squeezie, où il termine à la 6e place et remporte le Prix Constructeur avec son coéquipier Depielo,.

## Entrepreneuriat

### Regalouzz: box gourmet
En octobre 2021, Valouzz lance Regalouzz une entreprise qui propose des box alimentaires[Quoi ?] mensuelles. Elle contient une sélection de produits atypiques et gourmets, choisis par Valouzz.
Après un an d'activité, Valouzz annonce la fin des box mensuelles en raison de l'augmentation des coûts des produits et des emballages, notamment à la suite de facteurs économiques tels que la crise post-Covid et la guerre russo-ukrainienne.

### Burgouzz: restauration
En 2023, Valouzz lance Burgouzz, une marque de restauration rapide, spécialisée dans les smash burgers, la marque a d'abord été disponible en dark kitchen, avant d'ouvrir ses premiers restaurants physiques.
Le 1er et 2 avril 2023, il organise un événement au restaurant AVEC, situé au 1 rue du Breil à Rennes. Cet avant goût permet de recueillir un maximum d’avis sur les recettes.
Les premiers endroits pour manger sur place ont ouverts le 18 septembre 2023 aux restautants Le Guru, situés au 36 boulevard de la Bastille, dans le 12e arrondissement de Paris,, et au 3 rue Crespin du Gast, dans le 11e arrondissement de Paris. Suivi le 24 septembre 2023, d'un service de Click and collect et de livraison dans la zone de La Défense, à l'ouest de Paris,,, à Paris Food Club à Puteaux, en banlieue parisienne,.
Dès le 18 septembre 2023, il commence à livrer ses produits dans la zone du 11e arrondissement de Paris, à l'est de Paris,,, via des plateformes de livraison comme Uber Eats et Deliveroo.
Le premier vrai restaurant physique Burgouzz a ouvert ses portes au 135 rue Oberkampf, dans le 11e arrondissement de Paris. Le second ouvre au 4 rue Jules Grevy à Montpellier. Le 3 mai 2025, le troisième restaurant ouvre au 2 rue Jules Simon à Rennes. Un quatrième restaurant est en cours de négociation dans une autre très grande ville français : Lille.

## Polémique et controverse

### Promotion de DAZN
Valouzz a suscité des critiques sur les réseaux sociaux après avoir promu DAZN, le nouveau diffuseur de la Ligue 1 pour la saison 2024-2025. Dans un post du 14 août 2024, il a partagé son enthousiasme pour la reprise de la Ligue 1 en partenariat avec la plateforme de streaming. Les internautes ont réagi négativement, critiquant le prix jugé trop élevé du service.
En réponse, Valouzz a suggéré sur X (anciennement Twitter) que DAZN aurait payé 50 000 € pour la publication. Ce partenariat met en lumière les tensions qui peuvent surgir entre les influenceurs et leurs communautés lorsqu'ils promeuvent des produits ou services controversés.

## Vie privée
Valouzz réside à Rennes avec sa compagne Meg Verschelle, alias Pidi, qu’il connaît depuis l’adolescence. Le couple s’est rencontré à l’âge de 15 ans pour Pidi et 17 ans pour Valouzz, grâce à une rencontre organisée par Robin, le frère de ce dernier. Après un coup de foudre de la part de Pidi, ils ont échangé leurs coordonnées et se sont rencontrés peu après, débutant ainsi une relation qui perdure depuis plus de dix ans.
Au fil des années, ils ont déménagé à plusieurs reprises, notamment à Ashford, en Angleterre, où Pidi a suivi Valouzz, puis en France, à Paris et par la suite à Tours où ils se sont pacsé en octobre 2018. Ils ont finalement élu domicile à Rennes, où ils ont retrouvé leurs amis et vivent actuellement. Ensemble, ils ont adopté un premier chien à Paris, Mustang, et un deuxième, Bug, à Tours, et ont partagé plusieurs étapes de leur vie avec leur communauté. En 2023, le couple a annoncé l'attente de leur premier enfant, un événement très attendu, mais encore peu de détails ont été révélés à ce sujet.
Pidi, de son côté, a lancé lorsqu'ils habitaient à Tours, une chaîne YouTube axée sur la cuisine et a rapidement attiré une communauté fidèle. En avril 2023, ils ont accueilli leur premier enfant, un garçon surnommé MJ, et ont partagé la nouvelle avec leur communauté sur les réseaux sociaux. En avril 2024, ils ont annoncé l'arrivée de leur deuxième enfant,.